# 702
Évszázadok: 7. század – 8. század – 9. század
Évtizedek: 650-es évek – 660-as évek – 670-es évek – 680-as évek – 690-es évek – 700-as évek – 710-es évek – 720-as évek – 730-as évek – 740-es évek – 750-es évek
Évek: 697 – 698 – 699 – 700 –  701 – 702 – 703 – 704 – 705 – 706 – 707

## Események

### Európa
- Az előző évben meghalt Raginpert longobárd trónbitorló fia, Aripert fellázad, legyőzi a kiskorú Liutpert és régense, Ansprand seregét és elfoglalja a fővárost, Paviát. Liutpertet elfogja, később pedig a fürdőjében megfojtatja. Ansprand II. Theodo bajor herceghez menekül.
- A pápa utasítására Alfrith northumbriai király összehívja az austerfieldi zsinatot, amelyen meg kell tárgyalniuk a száműzött yorki püspök, Wilfrid ügyét. A zsinat fenntartja a kiutasító határozatot, és amikor Wilfrid Rómába utazik, hogy fellebbezzen VI. János pápánál, kiátkozzák őt az egyházból.

### Omajjád Kalifátus
- Az örmények bizánci segítséggel fellázadnak a muszlim uralom ellen.
- Akszúmi kalózok elfoglalják és kifosztják Dzsiddát, Mekka kikötőjét.

### Korea
- Meghal Hjoszo sillai király. Utóda öccse, Szongdok.

### Amerika
- Meghal II. Kʼinich Kan Bahlam, Palenque maja városállam királya. Utóda öccse, II. Kʼinich Kʼan Joy Chitam.

## Születések
- Dzsafar al-Szádik, síita imám, a muszlim jogtudomány dzsafarita ágának alapítója

## Halálozások
- Al-Muhallab ibn Abí Szufra, arab hadvezér és kormányzó
- Meerbekei Szent Berlinda, frank apáca
- Csen Ce-ang, kínai költő
- Hjoszo, Silla királya
- Liutpert, longobárd király

## Fordítás
- Ez a szócikk részben vagy egészben  a(z)   702 című angol Wikipédia-szócikk ezen változatának fordításán alapul.  Az eredeti cikk szerkesztőit annak laptörténete sorolja fel. Ez a jelzés csupán a megfogalmazás eredetét és a szerzői jogokat jelzi, nem szolgál a cikkben szereplő információk forrásmegjelöléseként.